# تلوفاز

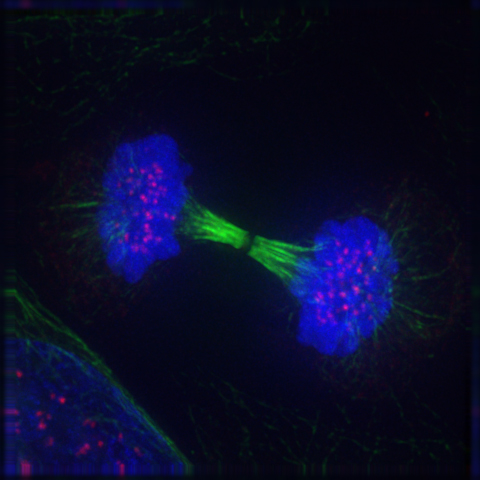
یاخته‌ای در مرحلهٔ واپسین‌چهر.

تلوفاز (به انگلیسی: Telophase) یا واپسین‌چهر*  در جانداران یوکاریوت پنجمین و آخرین مرحلهٔ میتوز یا میوز است. این مرحله بعد از مرحله‌ی آنافاز انجام میشود.

## تلوفاز در میتوز
در طی این مرحله، در هر یک از دو قطب، پوشش هسته در اطراف کروموزوم‌ها تشکیل می‌شود (در قارچ‌ها همهٔ مراحل رشتمان در درون هستهٔ یاخته و بدون ناپدید شدن پوشش آن انجام می‌شود).
کروموزوم‌ها با باز شدن پیچیدگی‌ها و تابیدگی‌های آن‌ها دوباره شروع به باریک و دراز شدن می‌کنند تا به تدریج به صورت رشته‌های کروماتینی درآیند. واپسین‌چهر مرحلهٔ پایانی رشتمان است، در این مرحله دوک تقسیم از میان می‌رود.

## تلوفاز در میوز
در کاستمان دو واپسین‌چهر وجود دارد: واپسین‌چهر نخستین و واپسین‌چهر دوم. در واپسین‌چهر نخستین، که چهارمین مرحلهٔ کاستمان نخستین است، کروموزوم‌ها در دو قطب یاخته گرد هم می‌آیند. در بیشتر جانداران در این مرحله سیتوپلاسم (درون‌یاخته) نیز تقسیم می‌شود (تقسیم درون‌یاخته (سیتوکینز)) و دو یاختهٔ جدید پدید می‌آید. در هر یک از دو یاختهٔ پدید آمده، یا در هر یک از دو قطب یاخته، تنها یکی از دو کروموزوم همتا وجود دارد. پس از پایان واپسین‌چهر نخستین، یاخته وارد کاستمان دوم می‌شود، اما باید توجه داشت که کروموزوم‌ها در فاصلهٔ میان کاستمان نخستین و کاستمان دوم همانندسازی نمی‌کنند.
واپسین‌چهر دوم پس از پسین‌چهر دوم رخ می‌دهد، در این مرحله پوشش هسته در اطراف کروماتیدها تشکیل می‌شود. دوک از بین می‌رود و سپس سیتوکینز رخ می‌دهد. در پایان کاستمان از یک یاختهٔ دودسته، چهار یاختهٔ تک‌دسته پدید می‌آید.